# Hervormingsdag

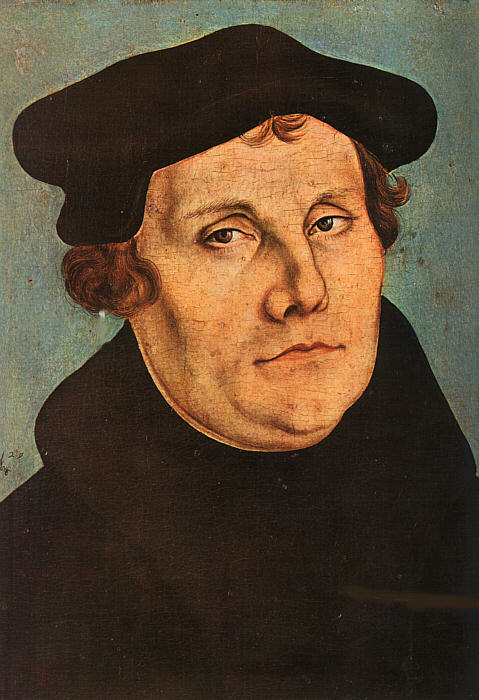
Martin Luther geschilderd door Lucas Cranach de Oude in 1529

Hervormingsdag of Reformatiedag is een herdenkingsdag op 31 oktober in verschillende protestantse kerken. Deze dag staat in het teken van Maarten Luther die op 31 oktober 1517 zijn 95 stellingen tegen situaties in de Rooms-Katholieke Kerk heeft gepubliceerd. Uiteindelijk leidde het verzet van Luther tot de Reformatie; een breuk met de kerk van Rome. In de 16e eeuw zijn toen de protestantse kerken ontstaan.

## Achtergrond
Luther is zijn verzet tegen de Rooms-Katholieke Kerk begonnen met het openbaar maken van 95 stellingen tegen de aflaat. Het staat historisch gezien niet vast of hij werkelijk deze stellingen heeft vastgespijkerd op de deur van de Slotkapel van Wittenberg, Duitsland, zoals vaak wordt gesteld. In elk geval heeft Luther bedoeld om een gesprek over de aflaat en de verwording in de kerk op gang te brengen. Luther publiceerde zijn stellingen aanvankelijk niet in het Duits (de volkstaal) maar in het Latijn, de taal van de geleerden en de kerk. Als monnik en priester kreeg hij concreet met de gevolgen van de verwording te maken. Daarentegen wilde hij de centrale boodschap van het Evangelie, namelijk de vergeving der zonden door het bloed en offer van Jezus Christus, weer centraal stellen. De theologie van Luther wordt daarom soms wel de theologie van het kruis genoemd. Zijn pogingen werden door Paus Leo X ten enenmale niet onderkend. Het heeft Luther verrast dat zijn stellingen binnen de kortste keren en over een breed front in de samenleving weerklank hebben gevonden.

## Aandacht
Op de hervormingsdag wordt veelal aandacht gegeven aan de centrale thema's in de prediking en de reformatie van Luther. Luther wilde de kerk uiteindelijk weer terugbrengen bij de Bijbel, Christus, de genade en het geloof. In de Rooms-Katholieke Kerk van zijn dagen waren deze zaken op de achtergrond geraakt. De paus beheerste volledig de kerk. De kerk was in zijn dagen vaak meer instrument voor machtspolitiek, dan middel tot verbreiding van het Evangelie.
Op hervormingsdag wordt in de protestantse kerken veelal gepreekt uit de brieven van Paulus, in het bijzonder de brief van Paulus aan de gemeente van Rome, (de Romeinenbrief), waarin de rechtvaardiging van de goddeloze centraal staat. De rechtvaardiging van de goddeloze vormt het hart van de reformatorische theologie.
Binnen de Evangelisch-Lutherse Kerk wordt hervormingsdag beschouwd als een van de belangrijkste kerkelijke dagen. De zondag voor 31 oktober (of op de dag zelf, als het op een zondag valt) heet Reformatiezondag. Ook in veel calvinistische kerken wordt aandacht besteed aan hervormingsdag. Soms in een kerkdienst op de dag zelf, maar meestal kort in de dienst op de naastgelegen zondag. Vaak wordt bij de reformatieherdenking Een vaste burcht is onze God, ook bekend als het "Lutherlied", gezongen.
Op 31 oktober 2016 werd in een oecumenische herdenkingsbijeenkomst in de Zweedse stad Lund het begin van een jaar van evenementen rond de herdenking van 500 jaar Reformatie ingeluid. Hierbij was ook paus Franciscus aanwezig.

## Feestdag
Hervormingsdag is een erkende feestdag in Chili, Slovenië en de Duitse deelstaten: Nedersaksen, Mecklenburg-Voor-Pommeren, Brandenburg, Saksen-Anhalt, Saksen, Sleeswijk-Holstein, Thüringen, Hamburg en Bremen. In 2017 was het eenmalig in heel Duitsland een feestdag.